# Rend mig i revolutionen
Rend mig i revolutionen (zu Deutsch Meine gescheiterte Revolution) ist ein dänischer Film aus dem Jahr 1970. Die Folgen der später erschienenen Kriminalserie Privatdetektiv Anthonsen basieren auf dem erfolgreichen dänischen Film Rend mig i revolutionen. Dieser Film wurde im Gegensatz zur Fernsehserie nicht in der DDR bzw. im deutschsprachigen Raum gezeigt.

## Handlung
Der bescheidene Privatdetektiv Arthur Anthonsen beschäftigt sich hauptsächlich damit, per Auftrag untreue Ehemänner oder Ehefrauen zu bespitzeln. Eines Tages wird er dadurch zum Zeuge eines Mordes. Die Bardame Eva aus dem „Club 8 1/2“ steht im Zusammenhang mit diesem Mord und diversen Kreisen um den gestürzten Präsidenten Jesus Maria Salvadore der (fiktiven bzw. an Guatemala angelehnten) Republik Guateraguas. Der ehemalige Präsident dieser Republik will heimlich in Dänemark Waffen kaufen, um sich somit wieder an die Macht zu putschen. Bald sind auch der dänische Geheimdienst und der US-amerikanische Geheimdienst CIA in diese Angelegenheit verstrickt. Der sonst unter eher mangelnden Detektiv-Aufträgen leidende Anthonsen bekommt damit auf einmal sehr viel zu tun.